# Xã Greene, Quận St. Joseph, Indiana
Xã Greene (tiếng Anh: Greene Township) là một xã thuộc quận St. Joseph, tiểu bang Indiana, Hoa Kỳ. Năm 2010, dân số của xã này là 3.216 người.